# Racing Club de Ferrol

Rendimento in campionato del Racing Club de Ferrol 1929-presente

Il Racing Club de Ferrol è una squadra di calcio spagnola della città di Ferrol, in provincia della Coruña, in Galizia. La squadra gioca le partite casalinghe allo stadio A Malata, che ha una capacità di 12.043 spettatori. Il verde è il colore tradizionale dell'uniforme del club. Attualmente milita nella Segunda División.
Nonostante non abbia mai giocato in Prima Divisione, conta tra i suoi più grandi successi i campionati regionali e la disputa di una finale di Coppa del Generalissimo nel 1939 (la Coppa del Re attuale). È la squadra che ha giocato più stagioni (36) in Seconda Divisione senza mai essere stata promossa in Prima Divisione.

## Storia
Il gioco del calcio arrivò a Ferrol alla fine del XIX secolo, grazie ai britannici che lavoravano nell'arsenale e nei cantieri navali del porto galiziano. Partendo da queste radici, nei primi anni del '900 nacquero diverse squadre di calcio a Ferrol, tra queste si possono citare la Giralda, l'Alfonso XIII, la Ferrol, l'Arenas e la Jaime I.
Nel 1919, il Club Ferrol e il Racing Club decisero di fondersi tra loro e di unire le forze, per provare a competere a livello regionale nel calcio galiziano. Il 18 ottobre 1919, il neonato Racing Club Ferrol si iscrisse ufficialmente alla Federazione calcistica galiziana. Alcuni problemi burocratici e logistici, tra cui l'assenza di un proprio campo da calcio, rinviarono l'effettivo ingresso del Ferrol in federazione al dicembre 1920.
Il debutto ufficiale avvenne nel 1921, nella Serie B galiziana. Nel 1923, arrivò la promozione in Serie A galiziana, vincendo poi il campionato nel 1928, ottennendo così il diritto di partecipazione alla Coppa del Re 1928-1929. Il Racing Club de Ferrol affrontò per la prima volta squadre provenienti dal resto della Spagna, eliminando al primo turno il Deportivo Alavés, prima di arrendersi all'Athletic Club agli ottavi di finale.
Il progresso del Racing proseguì finalmente con l'accesso alla Segunda División spagnola nel 1934. Dopo una stagione in seconda divisione, il Racing retrocesse e tornò in terza divisione. Tra il 1936 e il 1939 il campionato fu sospeso a causa della guerra civile spagnola. Tuttavia, il campionato galiziano non si fermò. Il Racing Club si laureò campione regionale nel 1937-1938 e nel 1938-1939. Nel 1939, il club partecipò alla Coppa del Generalísimo, che era stata appena ribattezzata in questo modo in seguito all'ascesa del regime franchista. Premesso che a quell'edizione della Coppa non parteciparono molte squadre, colpite duramente dal recente conflitto, il Racing Club eliminò la Real Sociedad e il Barakaldo, raggiungendo così la finale, persa per 6-2 contro il Siviglia al Montjuic di Barcellona.
Nei decenni successivi, il Racing si affermò come una presenza fissa nella Segunda División spagnola, dal 1939 al 1943 e poi ininterrottamente dal 1945 al 1960.
Nel 1941, a causa delle regole imposte dal dittatore Francisco Franco, la squadra fu ribattezzata Club Ferrol.
Nel 1960 il Club Ferrol retrocesse in Tercera División, e non riuscì a risalire fino al 1966. La stagione 1968-1969 fu una delle più positive nella storia del club, che concluse il campionato al quarto posto, sfiorando una storica promozione nella Liga spagnola.
Gli anni '70 e '80 furono decenni difficili per il Ferrol, che militò tra la Tercera División e la Segunda B (una nuova categoria introdotta con le riforme del calcio spagnolo del 1978).
Nel 1990 il calcio spagnolo conobbe un'altra grande riforma e così il Racing diventò una Sociedad anónima deportiva. L'intero capitale sociale fu coperto dall'acquisizione da parte del Comune di Ferrol di 21.000 azioni, Ferrolxest SL con 4.818 azioni, Comune di Narón con 200 azioni, mentre il resto dei titoli venne acquisito da imprenditori, soci e sostenitori del Racing.
L'iniziò del nuovo secolo portò risultati positivi con la promozione in Segunda División nel 2000, per poi sprofondare nuovamente nel 2008, con una lunga assenza dal calcio professionistico.
Nel 2017 il Racing fu acquisito dal Grupo Elite, guidato dall'imprenditore di A Coruña Ignacio Rivera. Nel 2019, il nuovo progetto portò i primi risultati, con la promozione dalla Tercera División alla Segunda B.
Nella stagione 2022-2023, vinse la Primera Federación (nuova denominazione acquisita dal terzo livello calcistico spagnolo) festeggiando dopo quindici anni il ritorno nella Segunda División.
Nella Segunda División 2023-2024 il Racing Ferrol ottenne risultati positivi, raggiunse il decimo posto in classifica sognando anche l'accesso ai play-off per la promozione. Tuttavia, il club galiziano, complice anche la cessione di alcuni giocatori importanti, non riuscì a riconfermarsi nella stagione successiva, sprofondando nella zona retrocessione, arrivata con cinque giornate d'anticipo.

## Palmarès

### Competizioni nazionali
- Segunda División B: 2

1977-1978 (gruppo I), 1994-1995
- Tercera División: 1

2018-2019
- Primera Federación: 1

2022-2023 (gruppo 1)

### Competizioni regionali
- Campionato galiziano di calcio: 3

1928-1929, 1937-1938, 1938-1939

### Altri piazzamenti
- Coppa di Spagna:

Finalista: 1939
- Segunda División:

Secondo posto: 1939-1940 (gruppo I)
Terzo posto: 1941-1942 (gruppo I), 1947-1948, 1951-1952 (gruppo I)
- Segunda División B:

Secondo posto: 1995-1996 (gruppo I), 2003-2004 (gruppo I), 2013-2014 (gruppo I)
Terzo posto: 1999-2000 (gruppo I), 2006-2007 (gruppo I)
- Copa Federación de España:

Semifinalista: 2008-2009

## Partecipazioni ai campionati
| Livello | Categoria        | Partecipazioni | Debutto | Ultima stagione | Totale |
| ------- | ---------------- | -------------- | ------- | --------------- | ------ |
| 1º      | Primera División | -              | -       | -               | -      |
| 2º      | Segunda División | 36             | 1934/35 | 2024/25         | 36     |
| 3º      | 1ª RFEF          | 3              | 2021/22 | 2025/26         | 47     |
| 3º      | Segunda B        | 27             | 1977/78 | 2020/21         | 47     |
| 3º      | Tercera División | 17             | 1929/30 | 1976/77         | 47     |
| 4º      | Tercera División | 10             | 1984/85 | 2018/19         | 10     |

## Strutture

### Stadio
- Campo di Caranza

Nel giugno 1919 fu inaugurato il campo di Caranza, con la partita Racing-RCD La Coruña (terminata con un 1-5). Questo ha lasciato l'amaro in bocca a Ferrol, quindi hanno chiesto una nuova partita, in cui sono stati nuovamente sconfitti dalla RCD La Coruña per 4-3, anche se è stata una partita con un ottimo inizio per il Racing che ha dominato 1-3, ma la figura di Ramón González, che ha segnato 3 gol in 4 minuti, ha ribaltato il punteggio. Queste due sconfitte hanno dato luogo a una rivalità che dura ancora tra le due squadre.
- O Inferniño

Due anni dopo, l'inaugurazione dello stadio O Inferniño ha segnato una pietra miliare nel calcio a Ferrol, giocando la partita di apertura tra una squadra inglese e il Racing de Ferrol che si è conclusa con una vittoria locale per 3 a 2. Detto stadio è stato costruito su un terreno che era prestato dal Sig. Guillermo V. Marín e disponeva di strutture invidiabili per quel tempo. Col passare del tempo, questo recinto ha subito ampliamenti e modifiche come la costruzione di un muro e di un erpice originariamente in legno.
- Manuel Rivera

Nel 1951 fu inaugurato lo Stadio "Manuel Rivera", costruito sul luogo occupato dal mitico O Inferniño, adottando il nome del mitico calciatore del Racing. Il nuovo stadio sarebbe stato teatro di due brillanti edizioni del Concepción Arenal Trophy negli anni 53 e 54. Il Trofeo era d'oro e andava, rispettivamente, a Bilbao e Valencia. Il Manuel Rivera è stato abbattuto nel 1993.
- A Malata

Il Racing de Ferrol gioca attualmente le sue partite casalinghe allo stadio di A Malata, situato nella parrocchia di Serantes, a Ferrol. Nel 1993, la Xunta de Galicia e il Concello de Ferrol, hanno inaugurato il Campo de A Malata, l'attuale campo di gioco della squadra racinguista. Con un budget che superava i 1.780 milioni delle vecchie pesetas, è stato realizzato il Complesso Sportivo A Malata, costituito da una Piscina Riscaldata, un Campo da Calcio ed un impianto annesso per gli allenamenti. Il campo principale ha dimensioni di 105 x 68 metri e una capienza di 12.042 spettatori.

## Organico

### Rosa 2024-2025
Rosa aggiornata al 28 novembre 2024.
| N. |                       | Ruolo | Calciatore        |
| -- | --------------------- | ----- | ----------------- |
| 1  | Spagna (bandiera)     | P     | Emilio Bernad     |
| 2  | Spagna (bandiera)     | D     | Julián Delmás     |
| 3  | Spagna (bandiera)     | D     | Roberto Correa    |
| 4  | Serbia (bandiera)     | D     | Aleksa Purić      |
| 5  | Brasile (bandiera)    | D     | Naldo             |
| 6  | Spagna (bandiera)     | C     | Álvaro Sanz       |
| 7  | Spagna (bandiera)     | A     | Christian Borrego |
| 8  | Spagna (bandiera)     | C     | Álex López        |
| 9  | Spagna (bandiera)     | A     | Eneko Jauregi     |
| 10 | Spagna (bandiera)     | C     | Josep Señé        |
| 11 | Spagna (bandiera)     | C     | Nacho Sánchez     |
| 12 | Capo Verde (bandiera) | C     | Bebé              |
| 13 | Spagna (bandiera)     | P     | Yoel Rodríguez    |

| N. |                    | Ruolo | Calciatore     |
| -- | ------------------ | ----- | -------------- |
| 14 | Spagna (bandiera)  | C     | Aitor Gelardo  |
| 15 | Spagna (bandiera)  | C     | David Castro   |
| 16 | Spagna (bandiera)  | C     | Fran Manzanara |
| 17 | Spagna (bandiera)  | C     | Josué Dorrio   |
| 18 | Spagna (bandiera)  | D     | Brais Martínez |
| 19 | Spagna (bandiera)  | A     | Manu Vallejo   |
| 20 | Spagna (bandiera)  | A     | Álvaro Giménez |
| 21 | Spagna (bandiera)  | D     | Moi Delgado    |
| 22 | Spagna (bandiera)  | C     | Aitor Buñuel   |
| 23 | Uruguay (bandiera) | D     | Erick Cabaco   |
| 24 | Spagna (bandiera)  | C     | Luis Perea     |
| 25 | Spagna (bandiera)  | P     | Jesús Ruiz     |
| 26 | Spagna (bandiera)  | A     | Raúl Blanco    |